# Escuela Hispano Árabe de Tánger
La Escuela Hispano Árabe de Tánger fou un antic club de futbol espanyol de la ciutat de Tànger al Marroc, quan aquesta ciutat formava part del Protectorat espanyol del Marroc.
El club va néixer el 1939 dins de l'entitat Hogar Español de Tánger, que tenia dos equips de futbol, un per a espanyols i un per a marroquins. El club jugà a Segona Divisió a la seva primera temporada però immediatament va perdre la categoria. L'octubre de 1941 desaparegué i el seu lloc a la ciutat fou ocupat pel nou club Tánger Club de Fútbol, que jugà dues temporades més a categoria regional.

## Temporades
| Temporada | Nivell | Divisió    | Posició | Copa del Rei |
| --------- | ------ | ---------- | ------- | ------------ |
| 1939/40   | 2      | 2a Divisió | 8è      |              |
| 1940/41   | 4      | 1a Reg.    | 1r      |              |
| 1941/42   | 4      | 1a Reg.    | —       |              |
| 1942/43   | 4      | 1a Reg.    | —       |              |